# RuPaul's Drag Race UK (temporada 2)
La segunda temporada de RuPaul's Drag Race UK comenzó a emitirse el 14 de enero de 2021 en la sección BBC Three de BBC iPlayer y en el servicio de streaming WOW Presents Plus. La serie fue confirmada y el casting se cerró el 15 de noviembre de 2019. La producción se suspendió a mediados de 2020 debido a la pandemia de COVID-19, pero se reanudó a finales de 2020. El reparto de 12 nuevas reinas se anunció el 16 de diciembre de 2020 y la serie se estrenó el 14 de enero de 2021. También se anunció que un episodio especial RuPaul's Drag Race UK: Queens on Lockdown se emitiría, siguiendo a las reinas durante el primer encierro. Este episodio especial se estrenó el 12 de febrero.
El ganador de la segunda temporada de RuPaul's Drag Race UK fue Lawrence Chaney, con Bimini Bon-Boulash y Tayce como finalistas.
La versión de United Kingdolls de "UK Hun?", que apareció en el quinto episodio de la serie, alcanzó el número 27 en las listas oficiales del Reino Unido.
Cherry Valentine falleció el 18 de septiembre de 2022 a la edad de 28 años. Su causa de muerte no fue revelada originalmente, pero una investigación forense dictaminó que fue un suicidio en febrero de 2023. Es la primera concursante de RuPaul's Drag Race UK en fallecer.

## Concursantes
(La edad y nombre de los participantes registrados al momento del concurso)
| Contestant         | Age | Hometown                   | Outcome    |
| ------------------ | --- | -------------------------- | ---------- |
| Lawrence Chaney    | 23  | Glasgow, Escocia           | Ganadora   |
| Bimini Bon-Boulash | 26  | Great Yarmouth, Inglaterra | Finalistas |
| Tayce              | 25  | Newport, Gales             | Finalistas |
| Ellie Diamond      | 21  | Dundee, Escocia            | 4° lugar   |
| A'Whora            | 23  | Worksop, England           | 5° lugar   |
| Sister Sister      | 31  | Liverpool, Inglaterra      | 6° lugar   |
| Tia Kofi           | 30  | South London, Inglaterra   | 7° lugar   |
| Joe Black          | 30  | Brighton, Inglaterra       | 8° lugar   |
| Veronica Green     | 34  | Rochdale, Inglaterra       | 9° lugar   |
| Ginny Lemon        | 31  | Worcester, Inglaterra      | 10° lugar  |
| Asttina Mandella   | 27  | East London, Inglaterra    | 11° lugar  |
| Cherry Valentine † | 26  | Darlington, Inglaterra     | 12° lugar  |

Notas:
1. ↑  Joe Black originally placed twelfth before being asked back to the competition.
2. ↑  Veronica Green was forced to withdraw from the competition after testing positive for COVID-19. Veronica was however given an open invitation for series 3.
3. ↑  Ginny Lemon forfeited the lip sync by exiting the stage at the beginning of the performance.

## Progreso
| Concursante        | 1    | 2    | 3    | 4    | 5    | 6    | 7    | 8    | 9    | 10         | WINS | Points | PPE |
| ------------------ | ---- | ---- | ---- | ---- | ---- | ---- | ---- | ---- | ---- | ---------- | ---- | ------ | --- |
| Lawrence Chaney    | HIGH | LOW  | WIN  | WIN  | WIN  | BTM2 | SAFE | HIGH | HIGH | Winner     | 3    | 63     | 7.0 |
| Bimini Bon-Boulash | BTM2 | SAFE | HIGH | HIGH | WIN  | WIN  | SAFE | WIN  | WIN  | Finalist   | 4    | 67     | 7.4 |
| Tayce              | SAFE | BTM2 | SAFE | SAFE | WIN  | HIGH | BTM2 | BTM2 | BTM2 | Finalist   | 1    | 37     | 4.1 |
| Ellie Diamond      | HIGH | HIGH | SAFE | SAFE | SAFE | SAFE | HIGH | LOW  | BTM2 | Eliminated | 0    | 48     | 5.3 |
| A'Whora            | SAFE | SAFE | HIGH | HIGH | WIN  | LOW  | WIN  | ELIM |      | Guest      | 2    | 49     | 6.1 |
| Sister Sister      | LOW  | SAFE | HIGH | BTM2 | LOW  | SAFE | ELIM |      |      | Guest      | 0    | 25     | 3.5 |
| Tia Kofi           | SAFE | HIGH | BTM2 | SAFE | BTM2 | ELIM |      |      |      | Guest      | 0    | 20     | 3.3 |
| Joe Black          | ELIM |      |      |      | ELIM |      |      |      |      | Guest      | 0    | 0      | 0.0 |
| Veronica Green     | SAFE | WIN  | HIGH | LOW  | DISQ |      |      |      |      | Gast       | 1    | 26     | 5.2 |
| Ginny Lemon        | SAFE | SAFE | LOW  | QUIT |      |      |      |      |      | Guest      | 0    | 13     | 3.2 |
| Asttina Mandella   | WIN  | SAFE | ELIM |      | OUT  |      |      |      |      | Guest      | 1    | 15     | 5.0 |
| Cherry Valentine   | SAFE | ELIM |      |      | OUT  |      |      |      |      | Guest      | 0    | 5      | 2.5 |

     La concursante gana el reto.
     La concursante recibe críticas positivas y se salva de la eliminación.
     La concursante es salvada, pero recibe críticas.
     La concursante recibe críticas negativas pero es salvada finalmente
     La concursante es nominada para la eliminación.
     La concursante es eliminada.
     La concursante reaparece como invitada en el episodio
     La participante fue eliminada tras dar positivo por COVID-19 y es invitada a participar en la 3.ª temporada.
     La concursante no fue votada para regresar a la competencia.
     La concursante abandona el programa por una lesión o decisión propia.
     La concursante fue votada por sus compañeras el título de Miss Simpatía fuera del programa.

#### Lip-syncs
| Episodio | Concursantes                                     | Concursantes                                     | Concursantes                                     | Canción                                                 | Eliminada          |
| -------- | ------------------------------------------------ | ------------------------------------------------ | ------------------------------------------------ | ------------------------------------------------------- | ------------------ |
| 1        | Bimini Bon-Boulash                               | vs.                                              | Joe Black                                        | «Relax» (Frankie Goes To Hollywood)                     | Joe Black          |
| 2        | Cherry Valentine                                 | vs.                                              | Tayce                                            | «Memory» (Elaine Paige)                                 | Cherry Valentine   |
| 3        | Asttina Mandella                                 | vs.                                              | Tia Kofi                                         | «Don't Start Now» (Dua Lipa)                            | Asttina Mandella   |
| 4        | Sister Sister                                    | vs.                                              | Ginny Lemon                                      | «You Keep Me Hangin' On» (Kim Wilde)                    | Ginny Lemon        |
| 5        | Tia Kofi                                         | vs.                                              | Joe Black                                        | «Don't Leave This Way» (The Communards)                 | Joe Black          |
| 6        | Lawrence Chaney                                  | vs.                                              | Tia Kofi                                         | «Touch Me (All Night Long)» (Cathy Dennis)              | Tia Kofi           |
| 7        | Sister Sister                                    | vs.                                              | Tayce                                            | «Don't Be So Hard on Yourself» (Jess Glynne)            | Sister Sister      |
| 8        | A'Whora                                          | vs.                                              | Tayce                                            | «You Don't Have To Say You Love Me» (Dusty Springfield) | A'Whora            |
| 9        | Ellie Diamond                                    | vs.                                              | Tayce                                            | "Last Thing on My Mind" (Steps)                         | Ninguna            |
| 10       | Bimini Bon-Boulash vs. Lawrence Chaney vs. Tayce | Bimini Bon-Boulash vs. Lawrence Chaney vs. Tayce | Bimini Bon-Boulash vs. Lawrence Chaney vs. Tayce | "I'm Still Standing" (Elton John)                       | Bimini Bon-Boulash |
| 10       | Bimini Bon-Boulash vs. Lawrence Chaney vs. Tayce | Bimini Bon-Boulash vs. Lawrence Chaney vs. Tayce | Bimini Bon-Boulash vs. Lawrence Chaney vs. Tayce | "I'm Still Standing" (Elton John)                       | Tayce              |

     La concursante fue eliminada después de su primer lipsync.
     La concursante fue eliminada después de su segundo lipsync.
     La concursante fue eliminada después de su tercer lipsync.
     La concursante fue eliminada tras el último lipsync de la temporada.
     La concursante abandonó la competencia en pleno lipsync.

## Guest judges
Lista en orden cronológico:
- Elizabeth Hurley, actriz, empresaria y modelo[9][10]
- Sheridan Smith, actriz y cantante[9][11]
- Jourdan Dunn, modelo y actriz[9]
- Lorraine Kelly, presentadora de televisión[9]
- MNEK, cantante y productor musical[9][12]
- Jessie Ware, cantante[13]
- Maya Jama, television presenter[13]
- Dawn French, actriz, comedienne, escritora presentadora[13][14]

### Invitados especiales
Invitados que aparecieron en episodios, pero no juzgaron en el escenario principal.
Episodio 1
- Kevin McDaid, fotógrafo

Episodio 2
- Dane Chalfin, profesor de canto
- Jay Revell, coreógrafo
- Kieran Daley Ward, coreógrafo

Episodio 3
- Jodie Harsh, drag queen y DJ

Episodio 5
- Ian Masterson, productor y cantautor

Episodio 6
- Gemma Collins, personalidad mediática y empresaria[15]
- The Vivienne, ganadora de RuPaul's Drag Race UK Temporada 1
- Baga Chipz, concursante en tercer lugar de RuPaul's Drag Race UK Temporada 1

Episodio 7
- Raven, finalista en RuPaul's Drag Race temporada 2 y All Stars temporada 1[16]

Episodio 9
- Natalie Cassidy, actriz de EastEnders[16]